# Ga-Rei
Ga-Rei (яп. 喰霊 Га-Рэй) — манга Хадзимэ Сэгавы (яп. 瀬川 はじめ Сэгава Хадзимэ), публиковавшаяся в ежемесячном журнале Shonen Ace с 2005 года по 2010 год. Компанией Kadokawa Shoten издано 12 танкобонов манги и она считается законченной. В 2008 году студиями AIC Spirits и Asread был создан аниме-сериал Ga-Rei: Zero, повествующий о событиях, происходивших до начала сюжета манги.

## Сюжет
Действие происходит в Японии. Агентство по предотвращению Сверхъестественных бедствий, созданное правительством, борется с духами, заполонившими город. События разворачиваются вокруг двух юных экзорцисток — Кагуры Цутимии и её близкой подруги Ёми Исаямы. Отец Кагуры, глава клана Цутимия, владеющего самым мощным духовным зверем, Бякуэем, отдаёт маленькую Кагуру на воспитание своему другу, главе клана Исаяма, владельцу духовного зверя Рангурэна. Там Кагура и знакомится с Ёми, которая впоследствии фактически заменяет ей сестру и становится очень близким другом.
Кагура начинает работать бок о бок с Ёми в агентстве, уничтожая злых духов. Но вскоре Кагура узнаёт, что должна будет стать владельцем Бякуэя; с Ёми же начинают происходить странные вещи.

## Персонажи

### Главные персонажи
Кэнсукэ Нимура (яп. 弐村 剣輔 Нимура Кэнсукэ)
Сэйю: Минору Сирайси
Кагура Цутимия (яп. 土宮 神楽 Цутимия Кагура)
Сэйю: Минори Тихара
Ёми Исаяма (яп. 諫山 黄泉 Исаяма Ёми)
Сэйю: Каору Мидзухара
Цуина Такикути (яп. 滝口 ツイナ Такикути Цуина)

### Агентство по предотвращению Сверхъестественных бедствий
Нориюки Идзуна (яп. 飯綱 紀之 Идзуна Нориюки)
Сэйю: Синъя Такахаси
Кодзи Ивахата (яп. 岩端 晃司 Ивахата Ко:дзи)
Сэйю: Тэцу Инада
Аямэ Дзингудзи (яп. 神宮寺 菖蒲 Дзин'гу:дзи Аямэ)
Сэйю: Май Айдзава
Кири Никайдо (яп. 二階堂 桐 Никаидо: Кири)
Сэйю: Маки Цутия
Кадзуки Сакураба (яп. 桜庭 一騎 Сакураба Кадзуки)
Сэйю: Минору Сирайси
Братья Набу (яп. ナブー 兄弟 Набу Кэитэи)
Сэйю: Норио Вакамото
Майкл Кохара (яп. マイケル 小原 Маикэру Кохара)
Сэйю: Хирокадзу Хирамацу
Кёко Микадо (яп. 帝 京子 Микадо Кёоко)
Фудзико Минэ (яп. 峰 不死子 Минэ Фудзико)
Судзаэмон Микадо (яп. 帝 綜左衛門 Микадо Со:дзаэмон)

## Терминология
- Сэссё-сэки (яп. 殺生石 Сэссё: сэки)
- Сикигами (яп. 式神 Сикигами)
- Агентство по предотвращению Сверхъестественных бедствий (яп. )
- Штаб-квартира предотвращения Сверхъестественных бедствий (яп. )

## Медиа

### Манга
Манга Ga-Rei публиковалась издателем Kadokawa Shoten в журнале Shonen Ace и по состоянию на июль 2010 года состоит из двенадцати танкобонов. Также манга была лицензирована в Европе — компанией Pika Edition во Франции, Planet Manga в Италии и Tokyopop в Германии.

#### Список томов
| №  | Дата публикации       | ISBN                   |
| -- | --------------------- | ---------------------- |
| 1  | 23 мая 2006 года      | ISBN 978-4-04-713824-7 |
| 2  | 21 июля 2006 года     | ISBN 978-4-04-713836-0 |
| 3  | 21 ноября 2006 года   | ISBN 978-4-04-713874-2 |
| 4  | 24 апреля 2007 года   | ISBN 978-4-04-713915-2 |
| 5  | 24 октября 2007 года  | ISBN 978-4-04-713979-4 |
| 6  | 24 апреля 2008 года   | ISBN 978-4-04-715046-1 |
| 7  | 24 сентября 2008 года | ISBN 978-4-04-715105-5 |
| 8  | 22 октября 2008 года  | ISBN 978-4-04-715116-1 |
| 9  | 23 апреля 2009 года   | ISBN 978-4-04-715233-5 |
| 10 | 22 августа 2009 года  | ISBN 978-4-04-715284-7 |
| 11 | 19 декабря 2009 года  | ISBN 978-4-04-715349-3 |
| 12 | 22 июля 2010 года     | ISBN 978-4-04-715449-0 |